# Монтекија ди Крозара
Монтекија ди Крозара (итал. Montecchia di Crosara) је насеље у Италији у округу Верона, региону Венето.
Према процени из 2011. у насељу је живело 2260 становника. Насеље се налази на надморској висини од 80 м.

## Становништво
Према резултатима пописа становништва 2011. у општини је живело 4.462 становника.
| 1931. | 1936. | 1951. | 1961. | 1971. | 1981. | 1991. | 2001. | 2011. |
| ----- | ----- | ----- | ----- | ----- | ----- | ----- | ----- | ----- |
| 3.760 | 3.772 | 3.944 | 3.300 | 3.173 | 3.585 | 3.909 | 4.195 | 4.462 |

## Партнерски градови
- Desulo